# Хожеле
Хожеле (пољ. Chorzele) град је у Пољској у Војводству мазовском. По подацима из 2012. године број становника у месту је био 2981.

## Становништво
| 2012. |
| ----- |
| 2.981 |